# Abistreich

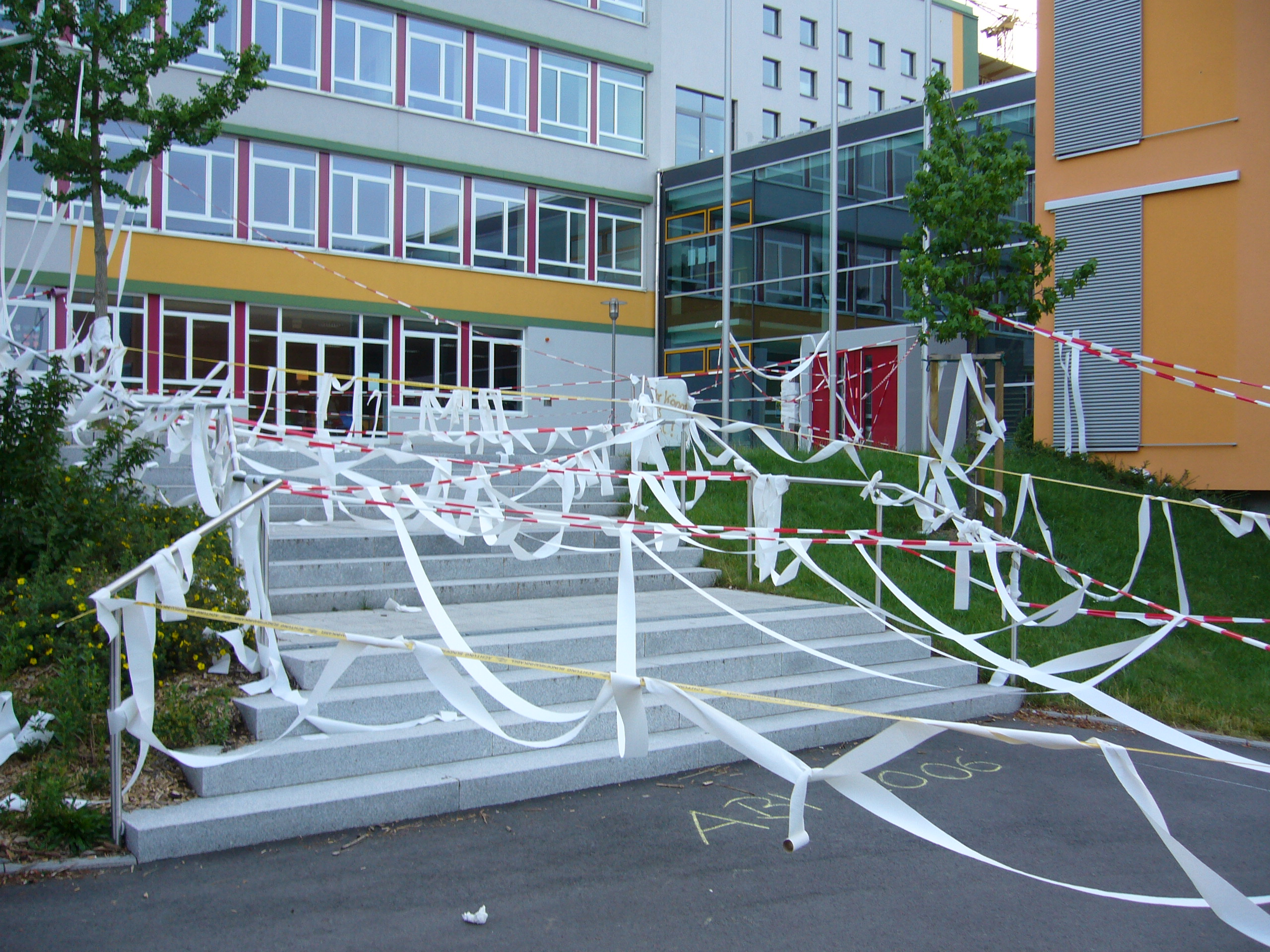
Das Dietrich-Bonhoeffer-Gymnasium in Wertheim während der Zeit des Abistreichs 2006

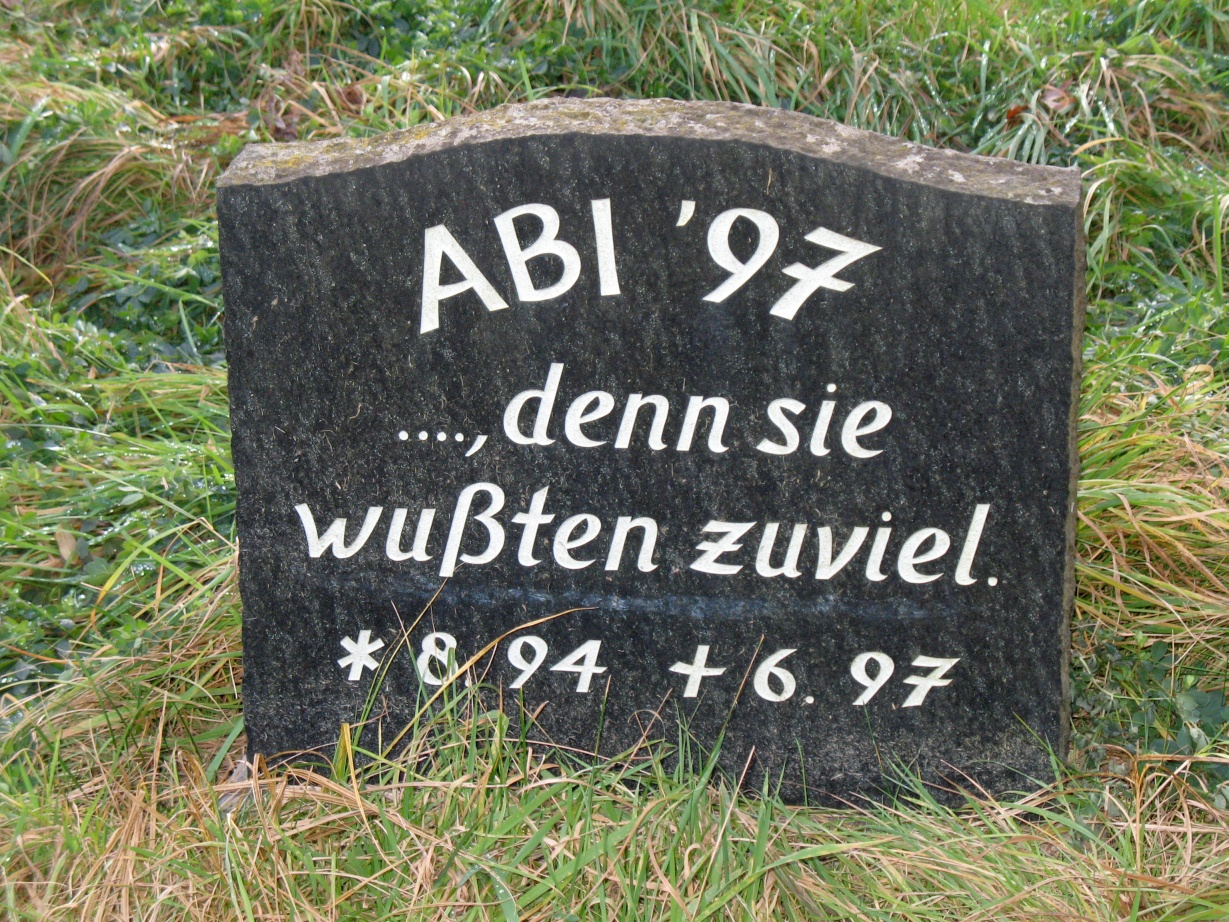
Bleibender Abistreich an der Mies-van-der-Rohe-Schule in Aachen-Haaren

Ein Abistreich, Abischerz, Abigag, (Abi)Juxtag, Abiulk, Abisturm (Deutschland; wobei „Abi“ die umgangssprachliche Verkürzung von Abitur ist), Maturastreich oder Maturstreich (Österreich und Schweiz) ist ein Jugendritual, das meist nach Ende der letzten Abschlussprüfung von den Abiturienten an ihren Schulen organisiert wird. Mancherorts ist es üblich, vor der Abiturprüfungswoche einen oder mehrere Tage ausgefallene Aktionen durchzuführen.
In Teilen Westösterreichs (Vorarlberg, Teile Tirols) ist aufgrund der den Maturanten zuvor verliehenen Maturakäppchen die Bezeichnung Käpplefest gebräuchlicher. Es wird meist schon im Herbst vor der Matura gefeiert. Vor allem in Teilen Norddeutschlands ist der Begriff Nulltagefeier geläufig.

## Ablauf

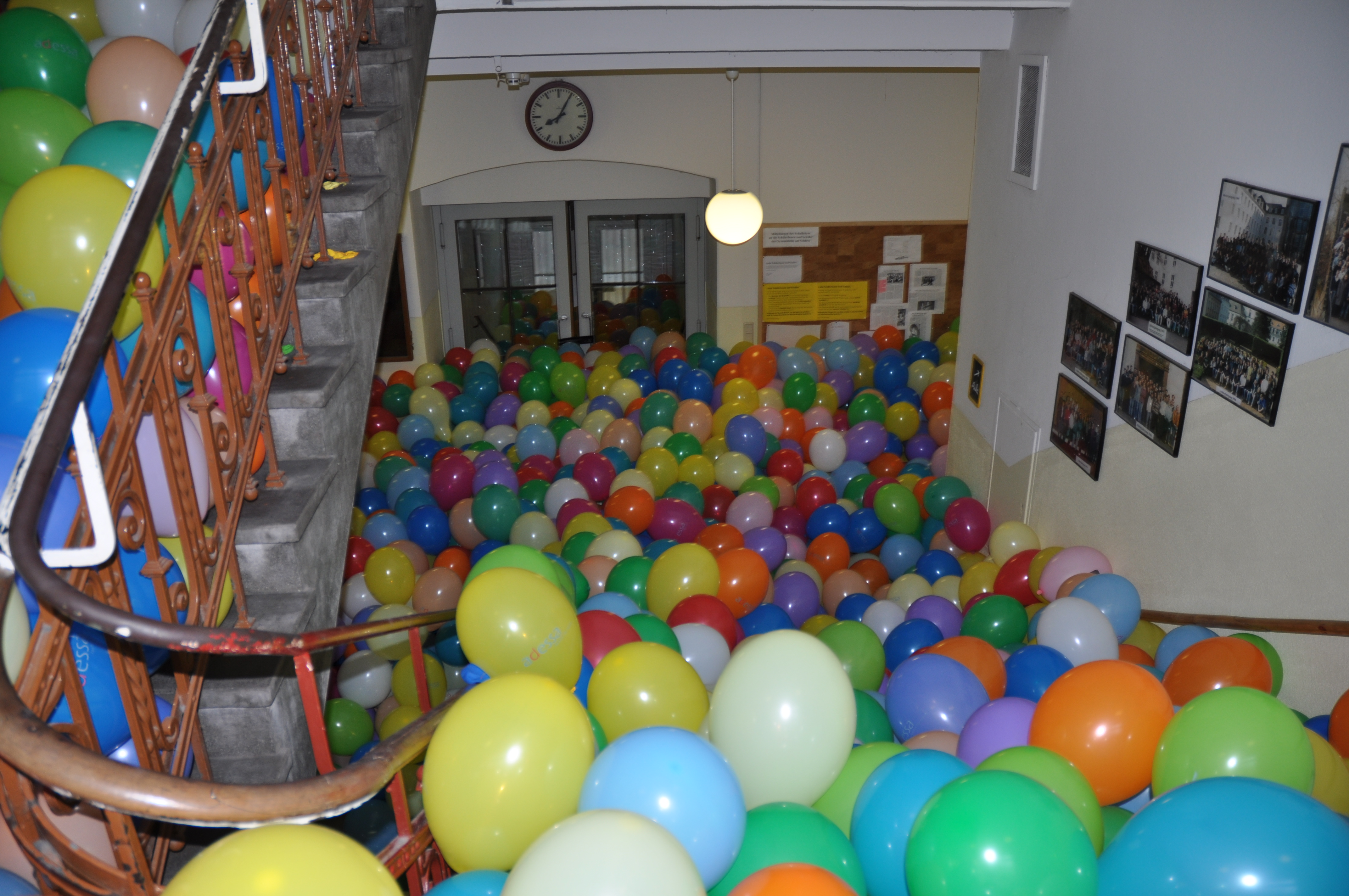
Abistreich am Saarbrücker Gymnasium am Schloss

In der Regel wird ein Spektakel veranstaltet, bei dem der Unterricht an diesem Schultag durch die Aktivitäten der Abiturienten erheblich beeinflusst wird, was bis zu Unterbrechungen bzw. zu einem Abbruch des Unterrichts führen kann.
Für den Ablauf eines Streiches gibt es verschiedene Möglichkeiten; vom kurzzeitigen Stören des Unterrichts der anderen Schüler bis zum ganztägigen Programm mit Streichen und Wettbewerben, an denen die Lehrer gegeneinander, aber auch gegen die Abiturienten, antreten müssen. Viele dieser Wettbewerbe sind abgeleitet von Aktions- und Partyspielen wie zum Beispiel Sackhüpfen, Wettrennen mit zusammengebundenen Zweierteams oder Quizspiel mit Wissens- oder Trickfragen.
An einigen Schulen ist es üblich, dass in diesen Wettkämpfen die Lehrer einen symbolischen Schlüssel der Schule von den Schülern zurückgewinnen müssen. Wieder andere Schulen feiern an jenem Schultag eine Feier auf dem Schulgelände, die in manchen Regionen in Deutschland Abifez genannt wird.
Es kommt ebenfalls vor, dass Teile des Schulgebäudes bzw. -geländes unzugänglich gemacht werden, etwa durch das Anbringen von Absperrband, Luftschlangen, großen Mengen an Luftballons oder ähnliches. Gelegentlich werden auch Unterrichtsgegenstände wie Stühle und Tische aus den Räumen entfernt, damit Barrieren errichtet und ein normaler Unterrichtsablauf von vornherein verhindert.
Einige Jahrgänge verewigen sich zusätzlich auf dem Schulgelände, zum Beispiel mit Denkmälern, Wandbemalungen oder ähnlichem. Diese tragen gängigerweise die Namen der Schüler oder auch nur die Jahreszahl des Schulabgangs, außerdem das Motto, falls vorhanden.

## Mottowoche
Relativ neu ist die Sitte, Streiche durch Mottotage oder -wochen teils zu ergänzen, teils zu ersetzen. Meistens handelt es sich dabei um die letzte Reguläre Schulwoche vor den Abiturprüfungen. An einigen Schulen finden die ersten Mottotage bereits im Jahrgang 11 statt, z. B. nach Abgabe der Facharbeiten. An diesen Tagen verkleiden sich die Schüler normalerweise nach einem vorgebenden Motto (bspw.: Prominente, Kindheitshelden etc.).

## Kritik
Derartige Streiche werden an vielen Schulen geduldet und haben dann meist keine weiteren Folgen. Allerdings kommt es auch vor, dass der Streich vorab von der Schulleitung verboten wird. Gründe hierfür können schlechte Erfahrungen der Schule mit vorherigen Streichen sein, zum Beispiel durch übermäßigen Alkoholkonsum, Verletzungen bei Schülern oder Lehrern sowie Beschwerden von Anwohnern. Auch der zu große Unterrichtsausfall kann ein Grund sein.
Weitere Kritikpunkte sind, dass Streiche für persönliche Racheaktionen an Lehrern missbraucht werden, sowie der unter Umständen nicht vorhandene Versicherungsschutz, ohne den Unfallfolgen nicht wie ansonsten beim Schulbesuch üblich abgesichert sind.
In vielen Schulen werden die Streiche daher heute in der Regel bereits im Vorfeld mit der Schulleitung abgesprochen, das Ausmaß der Überwachung und der erforderlichen „Absegnung“ durch den Direktor unterscheidet sich aber von Schule zu Schule.
Da ein Streich für jeden Jahrgang ein einmaliges Ereignis darstellt, kann ein Verbot aufgrund früherer Auswüchse nur Schülern den Streich verbieten, die bisher unbescholten waren. Dies gilt jedoch nur eingeschränkt, wenn eine bestimmte unerwünschte Streichform bereits mehrjährig „eingespielt“ ist und daher anzunehmen ist, dass der aktuelle Jahrgang mit hoher Wahrscheinlichkeit wieder diese Form durchführen würde.